# Вережены (Окницкий район)
Вережены также Вережень (рум. Verejeni) — село в Окницком районе Молдавии. Наряду с селом Ленкауцы входит в состав коммуны Ленкауцы.

## География
Село расположено на высоте 197 метров над уровнем моря.

## Население
По данным переписи населения 2004 года, в селе Вережень проживает 972 человека (452 мужчины, 520 женщин).
Этнический состав села:
| Национальность | Число жителей | Процентный состав |
| -------------- | ------------- | ----------------- |
| молдаване      | 949           | 97.63             |
| украинцы       | 19            | 1.95              |
| русские        | 4             | 0.41              |
| Всего          | 972           | 100%              |

## Археология
На вершине холма к юго-западу от Вережен обнаружены два кургана. Насыпь высотой около 0,5 м расположена вблизи юго-восточной окраины лесного массива, в урочище Вережены. Другая насыпь такой же высоты находится на расстоянии около 1,5 км к востоку от первой, по гребню холма. Эта насыпь разровнена земляными работами.